# Peder Bäfverfeldt
Peder Bäfverfeldt (före adlandet Bäfverfeldt Petrus Canuti Carolstadius och Peder Kanutius), född 1607 i Karlstad, död 20 maj 1653 i Göteborg, var en ämbetsman.
Peder Bäfverfeldt var son till borgmästaren i Karlstad Knut Olofsson och Emerentia Krakow, dotter till Mårten Krakow. Han studerade från 1625 filosofi och juridik vid Uppsala universitet och blev 1632 filosofie magister. Senare fortsatte han sina studier i Groningen 1634 och Leiden 1635. 1637 blev Bäfverfeldt underlagman i Västergötland och Dal på kallelse av Gabriel Gustafsson Oxenstierna, och utsågs 1639 till justitiepresident i Goteborg. Som sådan tog han sig an att förbättra rättsskipningen med en rad förordningar, ibland kallade "Kanutii ordningar". Bland dessa märks en förordning om tiggeri och fattiga 1639, om magistratspersons frånvaro, om vakten, om gästabud, om vallarnas försvarande i krig, samt om omyndiga barn och deras föreståndare 1640. Hans förordning om förmyndare för omyndiga barn är den första i Sverige av sitt slag. Hans förordningar visar tydliga influenser från holländsk rätt. Under Torstensons krig användes han av Axel Oxenstierna som förmedlare av nyheter från Danmark, och ett antal brev ur denna korrespondens finns ännu bevarade i riksarkivet.
Peder Bäfverfeldt deltog i riksdagen 1640, utskottsmötet 1641, samt riksdagen 1643. Han adlades 1650.